# Marek Jerzy
Marek Jerzy (ur. w 5 czerwca 1939 w Bydgoszczy, zm. 21 lipca 2017 tamże) – polski naukowiec, profesor nauk rolniczych i ogrodniczych, biotechnolog, specjalista ds. hodowli chryzantem.

## Kariera naukowa
Absolwent I Liceum Ogólnokształcącego w Bydgoszczy i Konserwatorium Muzycznego w Bydgoszczy. Ukończył studia na Wydziale Ogrodniczym Wyższej Szkoły Ogrodniczej w Poznaniu (1961) oraz na Wydziale Biologii i Nauk o Ziemi Uniwersytetu Adama Mickiewicza w Poznaniu (1971).
W latach 1961–1963 pracował jako asystent w katedrze roślin ozdobnych Wyższej Szkoły Rolniczej w Poznaniu. W 1971 objął kierownictwo Pracowni Ogrodnictwa w bydgoskiej filii Wyższej Szkoły Rolniczej w Poznaniu.
Stopień doktora nauk rolniczych w zakresie ogrodnictwa uzyskał na Wydziale Ogrodniczym na Akademii Rolniczej w Poznaniu (1974) po przedłożeniu rozprawy pt. Wpływ różnych źródeł światła i kwasu 3-indolilomasłowego na ukorzenianie sadzonek złocieni ogrodowych cv. Bornholm. Stopień doktora habilitowanego nauk rolniczych w zakresie ogrodnictwa nadała mu rada Wydziału Ogrodniczego Szkoły Głównej Gospodarstwa Wiejskiego w Warszawie w 1980 roku na podstawie rozprawy pt. Sterowanie czynnikiem światła w całorocznej uprawie złocieni ogrodowych. W 1981 praca uzyskała nagrodę indywidualną II stopnia Ministra Nauki i Szkolnictwa Wyższego. Po habilitacji awansował na stanowisko docenta i kierownika Zakładu Ogrodnictwa. W 1989 uzyskał tytuł profesora nauk rolniczych, a stanowisko profesora zwyczajnego w 1991. Został wtedy kierownikiem Katedry Ogrodnictwa i Zakładu Roślin Ozdobnych.
Z fili WSR w Poznaniu, po przekształceniu w filię Akademii Rolniczej, a następnie połączeniu z Wyższą Szkołą Inżynierską powstała Akademia Techniczno-Rolnicza, a następnie Uniwersytet Technologiczno-Przyrodniczy. Jej obecna nazwa to Politechnika Bydgoska. Z kolei Pracownia Ogrodnictwa, w 1981 roku uzyskała status samodzielnego Zakładu Ogrodnictwa, a następnie stała się Katedrą Ogrodnictwa. W 2000 r. zmieniła się w Katedrę Roślin Ozdobnych i Warzywnych.
W latach 1981–1986 Marek Jerzy był prodziekanem (jedną kadencję), dziekanem (trzy kadencje) Wydziału Rolnictwa i Biotechnologii oraz prorektorem ds. rozwoju i organizacji ATR w Bydgoszczy (1984-87).
W 1998 przeniósł swoją aktywność zawodową do Poznania. Objął kierownictwo katedry Roślin Ozdobnych Akademii Rolniczych im. Augusta Cieszkowskiego. Pełnił tę funkcję do 2009 roku, kiedy przeszedł na emeryturę.
Zmarł po długiej chorobie w 2017 roku w Bydgoszczy. Pochowany na Cmentarzu Parafialnym pw. św. Wincentego à Paulo na Bielawach.

### Dorobek naukowy
Specjalista ds. chryzantem, zajmował się też różami, ozdobnymi roślinami cebulowymi i bulwiastymi oraz innymi gatunkami.
Opublikował łącznie 333 prace, w tym 90 oryginalnych rozpraw, 104 artykuły i komunikaty naukowe, 128 popularnonaukowych, 9 podręczników i monografii naukowych, 1 Słownik Botaniczny, 1 Podręczny Słownik Angielsko-Polski i Polsko-Angielski dla Ogrodników.
Wypromował 12 doktorów nauk rolniczych, wykonał 40 recenzji prac doktorskich, 26 recenzji rozpraw habilitacyjnych, 9 opinii o stanowisko profesora nadzwyczajnego, 10 opinii o tytuł naukowy profesora.
W 2019 roku został upamiętniony poprzez nadanie chryzantemie wielkokwiatowej Chrysanthemum x grandiflorum nazwy „UTP profesor Jerzy” z wpisem do Księgi Ochrony Wyłącznego Prawa.

## Publikacje
- Kwiaty cięte uprawiane pod szkłem i folią (współautor), 1985.
- Uprawa złocieni (współautor), 1992.
- Róże (współautor), 1992.
- Chryzantemy, 1996.
- Kwiaty cięte uprawiane pod osłonami, 2006.
- Chryzantemy – odmiany i uprawa, 2000.
- Rozmnażanie wegetatywne roślin ozdobnych, 2005.

## Kariera sportowa
Lekkoatleta, specjalizował się w biegach średnich. Pięciokrotny mistrz Polski juniorów: 1500 m przełaje (1956, Sopot), 2000 m przełaje (Skarżysko Kamienna, 1957), 2000 m przełaje (Skarżysko Kamienna, 1958), 400 m (Olsztyn 1958), 800 m (Olsztyn 1958).
W kategorii seniorów halowy mistrz Polski na dystansie 800 metrów (w hali AWF Warszawa, 1960) z czasem 1:53:0 – rekord Polski. W 1958 roku na tym dystansie zajął II miejsce w Memoriale Janusza Kusocińskiego.
Reprezentował AZS Poznań. Rekord życiowy na 800 metrów: 1:50 (Poznań, 1962).

## Życie prywatne i działalność społeczna
Syn Janusza Jerzego, właściciela Fabryki Akcesoriów i Okuć Meblowych w Bydgoszczy oraz Stefanii Jerzy z d. Koszarek, ziemianki ze Skarboszewa.
Mąż Mirosławy Jerzy z d. Soińskiej, z którą miał czworo dzieci: Justynę (ur. 1962), Pawła (1964), Rafała (przedsiębiorcę i lekkoatletę, ur. 1966), oraz Agnieszkę (1968).
Publicznie wielokrotnie wspierał pomysł konsolidacji bydgoskich uczelni. Członek Społecznego Komitetu ds. Powołania Uniwersytetu w Bydgoszczy, autor i redaktor biuletynu „Uniwersytet w Bydgoszczy” (1994, 1995). Członek Bydgoskiego Towarzystwa Naukowego.
W 1997 roku bezskutecznie kandydował na senatora z ramienia Ruchu Odbudowy Polski z okręgu bydgoskiego zdobywając prawie 75 tys. głosów.

## Odznaczenia
- Medal Komisji Edukacji Narodowej (1990)
- Medal Ministra Rolnictwa (1986)
- Odznaka Honorowa za Szczególne Zasługi dla Województwa Bydgoskiego
- Odznaka Honorowa za Zasługi dla Miasta Bydgoszczy (2009)
- Złoty Krzyż Zasługi (2007)